# Renan Mota
Renan Mota (sinh ngày 1 tháng 10 năm 1991) là một cầu thủ bóng đá người Brasil.

## Sự nghiệp câu lạc bộ
Renan Mota hiện đang chơi cho Kyoto Sanga FC.